# Stift Wilhering

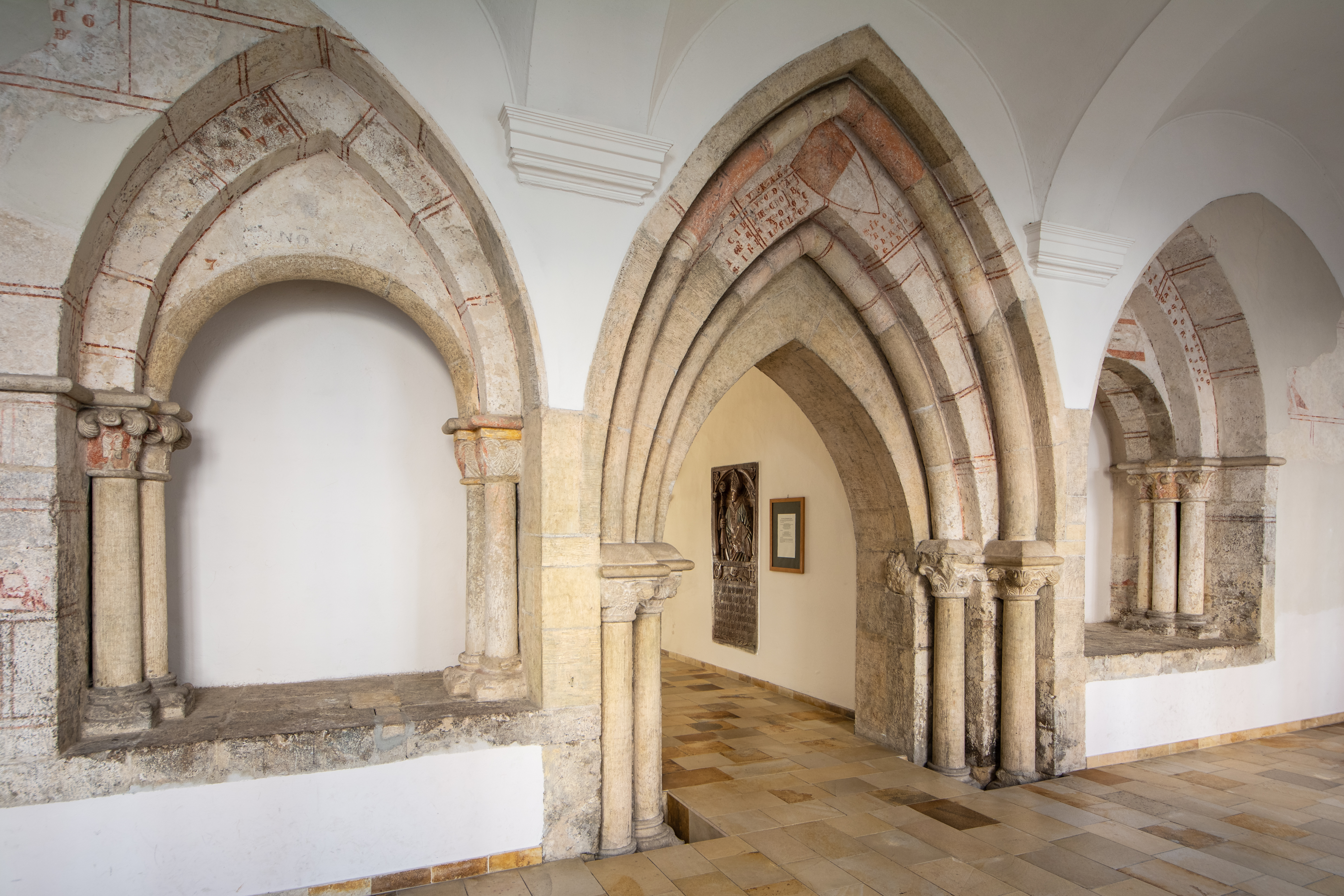
Gotischer Kreuzgang

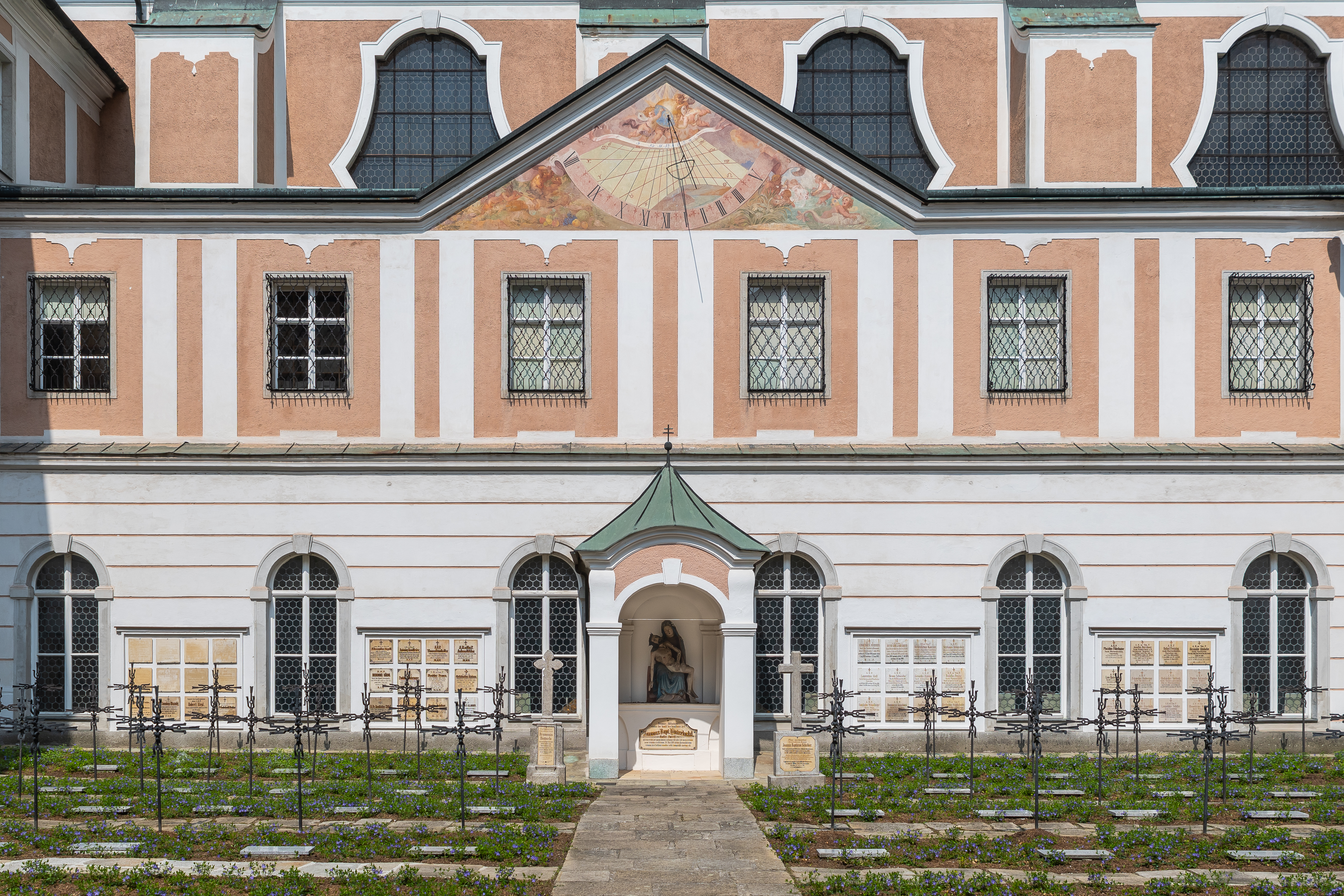
Stiftsfriedhof

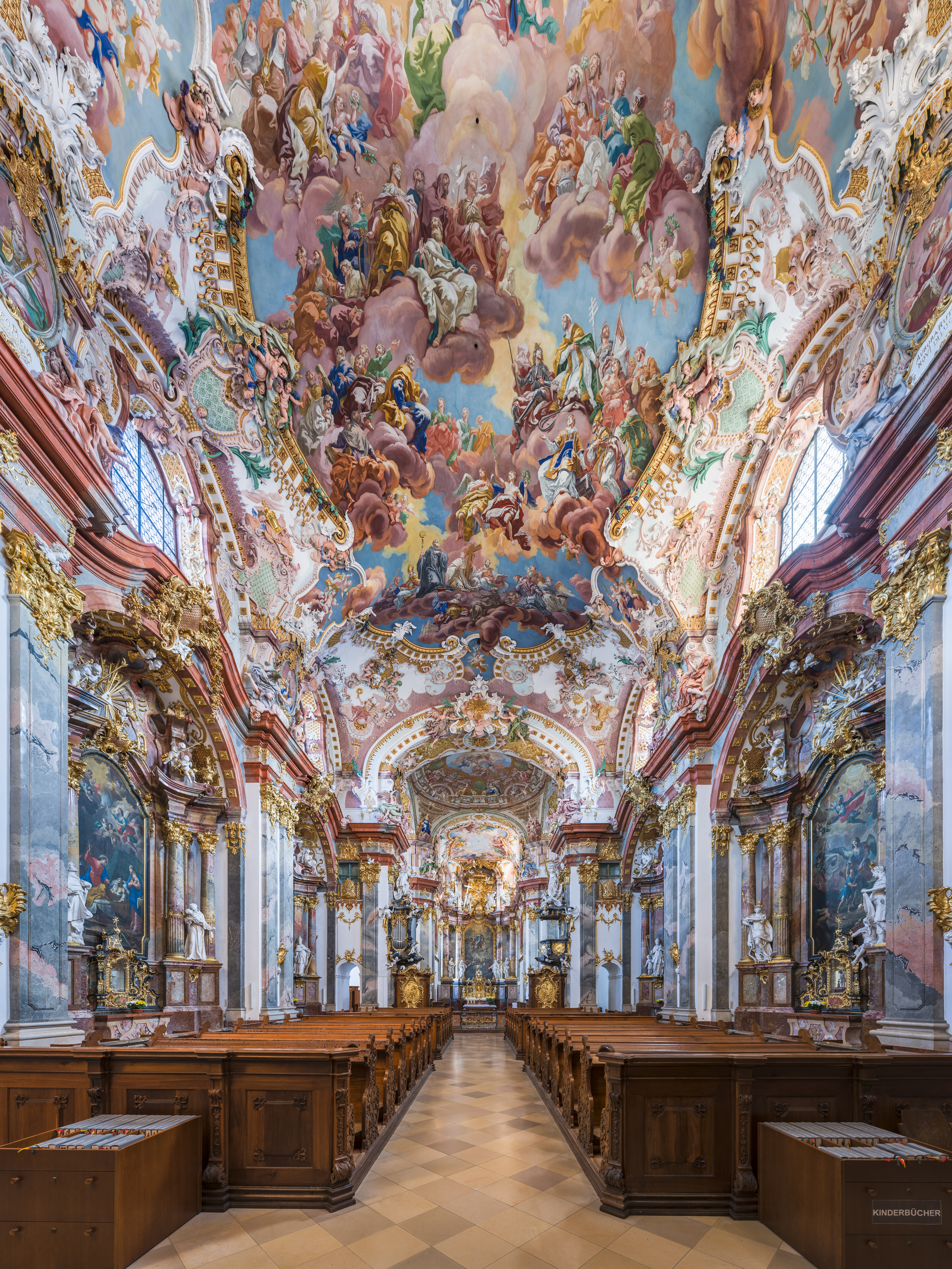
Innenraum der Stiftskirche

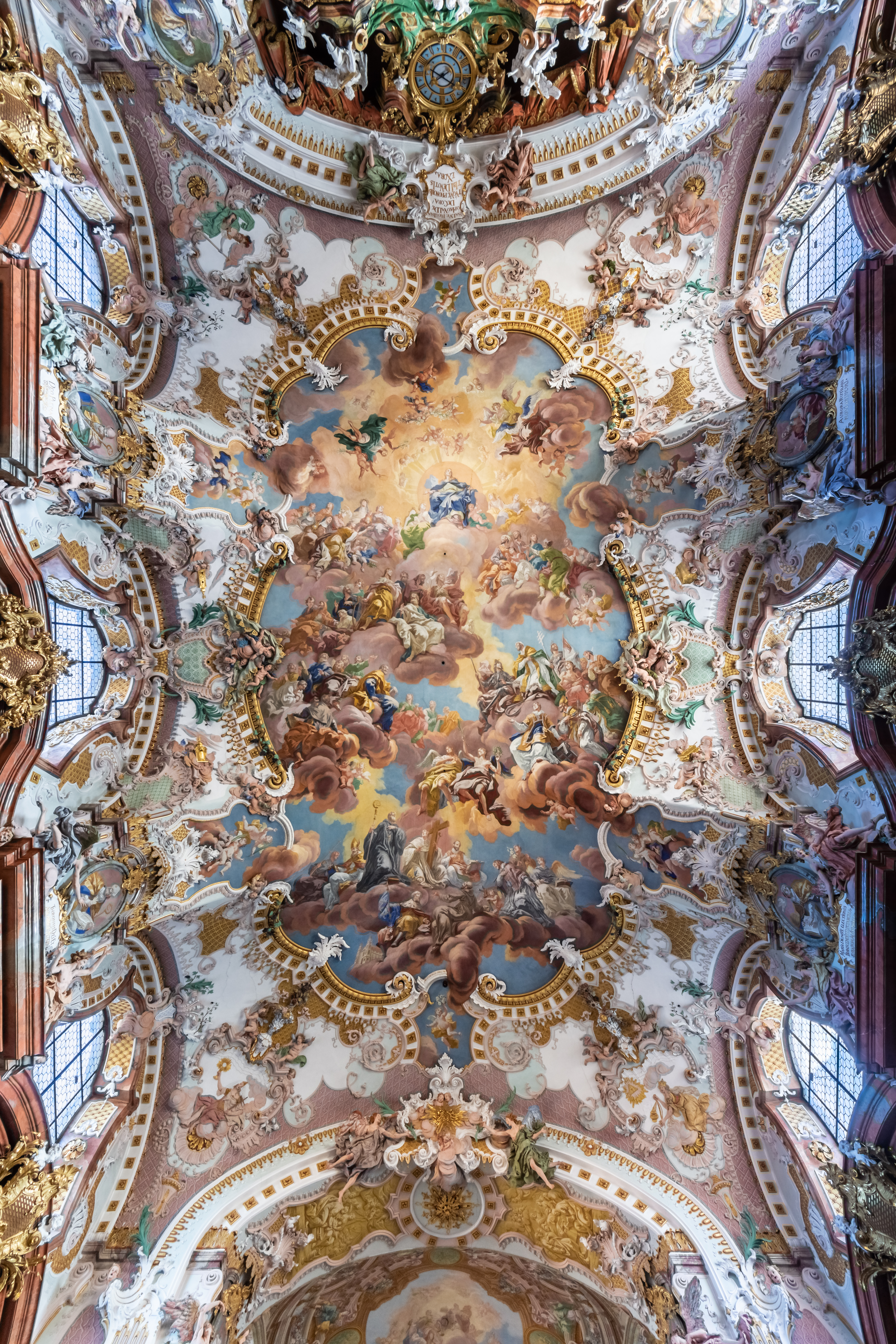
Deckenfresko des Hauptschiffs

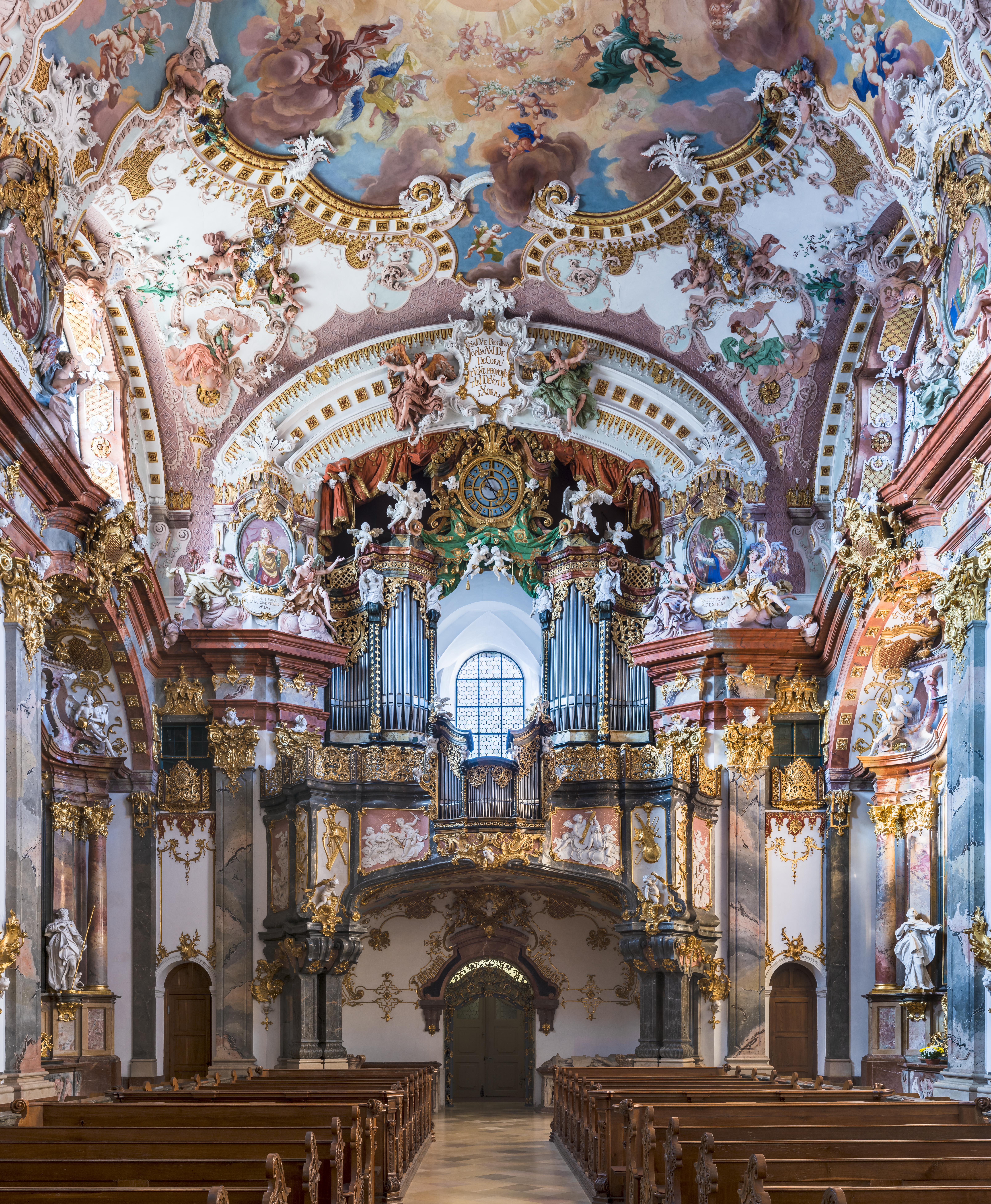
Hauptorgel auf der Empore oberhalb des Kircheneingangs

Das an der Donau gelegene Stift Wilhering (lateinisch Abbatia B. M. V. de Hilaria) ist eine im Jahr 1146 gegründete Zisterzienserabtei in der gleichnamigen Marktgemeinde Wilhering in Oberösterreich. Die von 1733 bis 1751 errichtete Stiftskirche steht unter dem Einfluss des bayerischen Rokoko und gilt als wichtigster Rokoko-Sakralbau in Österreich. Neben einer bedeutenden Gemäldegalerie beherbergt das Stift das seit 1895 bestehende Stiftsgymnasium Wilhering.

## Geschichte
1146 gründeten die Brüder Ulrich und Cholo von Wilhering mit einem Teil des väterlichen Erbes ein Kloster. Nach Ulrichs Tod übertrug Cholo die Stiftung dem Zisterzienser-Orden, woraufhin es dreizehn Mönche besiedelten, die aus Stift Rein in der Steiermark kamen. Ende des 12. Jahrhunderts wurden ein erster Klosterbau und eine Kirche errichtet. Schenkungen, vor allem durch die Grafen von Schaunberg (in zwei gotischen Hochgräbern links und rechts des Kircheneingangs ruhen Mitglieder der Familie), brachten bald beträchtlichen Wohlstand. Im Mühlviertel erfüllten die Mönche von Wilhering große kolonisatorische Tätigkeit. Mit der Pfarre Gramastetten beginnend fielen dem Stift beinahe alle in diesem Gebiet bestehenden Pfarren zu. Stift Wilhering nahm in der Folge bedeutenden wirtschaftlichen und kulturellen Aufstieg, dass es selbst Tochterklöster gründen konnte, wie Kloster Hohenfurth um 1259, Stift Engelszell im Jahr 1293 und Stift Säusenstein 1336 (die beiden letzteren ebenfalls an der Donau gelegen).
In der Reformationszeit flüchtete der zum Protestantismus übergetretene Abt Erasmus Mayer nach nur 9 Monaten Amtszeit 1544 mit der Klosterkasse nach Nürnberg. Von da ab bis 1545 verwaltete Landeshauptmann Balthasar von Presing das Stift. Im Zug der Gegenreformation wurde der aus Lugano stammende Benediktinermönch Alexander a Lacu 1587 Abt des Stiftes. Er war vorher Hofkaplan Erzherzog Ernsts von Österreich und (gegen)reformierte ab seiner Ernennung das unter dem Einfluss Protestantismus stark dezimierte Kloster. Als er nach Garsten berufen wurde, übernahmen zwischenzeitlich vier Administratoren die Leitung des Stifts, bis der letzte von ihnen zum Abt ernannt wurde.
1733 wurde das Stift infolge von Brandstiftung fast vollständig zerstört. Unter Abt Johann (IV.) Baptist Hinterhölzl wurde die Kirche neu errichtet, in der Folge auch die durch den Brand vernichteten Gebäudeflügel. Aus der Anfangszeit des Klosters sind – vom Brand unversehrt geblieben – ein romanisches Portal, Teile des gotischen Kreuzganges und zwei wertvolle Gräber erhalten.
Mitte des 18. Jahrhunderts erwarb Stift Wilhering den gesamten Kürnbergerwald und die dazugehörige Jagd aus landesfürstlichem Besitz.
Von den Reformen Kaiser Josephs II. blieb auch Stift Wilhering nicht verschont. Um der Schließung der Stiftskirche zu entgehen, wurde sie 1784 zur Pfarrkirche Wilhering umgewandelt. Die Wilheringer Stiftsschule, in der junge Mitbrüder seit dem 16. Jahrhundert Elementarunterricht erhielten, wurde vor 1787 zu einem Sängerknabenkonvikt ausgebaut. 
Abt Alois Dorfer diente mehr als vierzig Jahre (1851–1892) als Abt. Er bemühte sich um die Vertiefung bzw. Wiederentdeckung des zisterziensischen Erbes der Gemeinschaft. Er förderte Verwaltungsstrukturen, die dem mittelalterlichen Filiationssystem ähnelten, als jede Zisterzienserabtei einer Mutterabtei unterstellt war. Wilhering trat der 1854 gegründeten Österreichischen Zisterzienserprovinz bei. Die Wilheringer Novizenmeister begannen, die jungen Mönche in der Benediktsregel und den klösterlichen Gebräuchen zu unterrichten. Die meisten Mönche arbeiteten jedoch außerhalb der Klausur als Gemeindepfarrer und Lehrer.
Die Schule wurde ab 1895 unter Abt Theobald Grasböck schrittweise zu einem Gymnasium mit Internat aufgestockt. 1955 wurde an das Stiftsgebäude ein Westflügel angehängt, der der Erweiterung des Gymnasiums diente. Das Stiftsgymnasium wird derzeit von rund 500 Schülern besucht.
Kurz nach dem „Anschluss Österreichs“ im März 1938 starb Abt Gabriel Fazeny. Sein Freund, der Offizier Johann Blumenthal besuchte das Stift auch nach Fazenys Tod gelegentlich. Im Sommer 1939 erzählte er anlässlich eines Besuchs, dass er einer Widerstandsgruppe angehöre, der sich Pater Gebhard Rath anschloss. Im Frühjahr 1940 begann er Untergruppen der Großösterreichischen Freiheitsbewegung in Oberösterreich aufzubauen. Die Mitbrüder Sylvester Birngruber, Stefan Plohberger, Amadeus Reisinger, Eduard Haiberger und Theoderich Hofstätter schlossen sich ihm an und warben Sympathisanten in ihren Heimatpfarren an. Durch Verrat des Gestapo-Spitzel Otto Hartmann, der sich in Wien in die Gruppe einschleichen konnte, kam es im Sommer zu einer Verhaftungswelle durch die Gestapo. Am 26. Juli 1940 wurde Rath gefangen genommen, in den nächsten Tagen auch die anderen Patres. Die Aufdeckung der Widerstandsgruppe lieferte dem nationalsozialistischen Regime einen guten Grund, das Kloster zu enteignen und Abt Bernhard Burgstaller zu verhaften. Er starb 1941 an Unterernährung im Gefängnis.
Nachdem die verbleibenden Brüder ausgewiesen worden waren, wurden bessarabiendeutsche Umsiedler im Kloster untergebracht und die Räumlichkeiten für Schulungen der NSDAP genutzt. Ab 1943 wurde hier die Technische Hochschule Linz als Reichshochschule installiert, die nur wenige Hörer hatte. 1942–1945 fungierte das Kloster auch als Kriegsgefangenenlager. Bei Kriegsende wurde hier kurzzeitig ein Lazarett eingerichtet. Nach Kriegsende kehrten die des Klosters verwiesenen Mönche nach Wilhering zurück, woraufhin der Konvent bald auf über 60 Mönche anwuchs. Der Klostergemeinschaft gehören aktuell 18 Priestermönche an.

## Stiftskirche
Die Wilheringer Stiftskirche Mariä Himmelfahrt gilt als einer der bedeutendsten Rokoko-Bauten Österreichs. Nach dem Brand im Jahr 1733 wurde sie – wahrscheinlich unter Verwendung von Plänen von Joseph Matthias Götz/Johann Michael Prunner/Joseph Munggenast – vom Linzer Baumeister Johann Haslinger auf dem Grundriss der früheren Kirche und unter Verwendung romanischer Mauern neu errichtet (Bauabschluss 1750). Sie erhielt eine klassische Fassade mit Pilastergliederung und einen stilistisch angepassten Innenraum. Die reiche Rokoko-Ausstattung betrifft vor allem den oberen Teil des Raums mit den Decken-Malereien und den Oberlichtfenstern. Das beinahe durchgehende Gesims oberhalb der Pilaster und Kapitelle teilt die Kirche in einen „himmlischen“ und einen „irdischen“ Teil.

### Innenraum

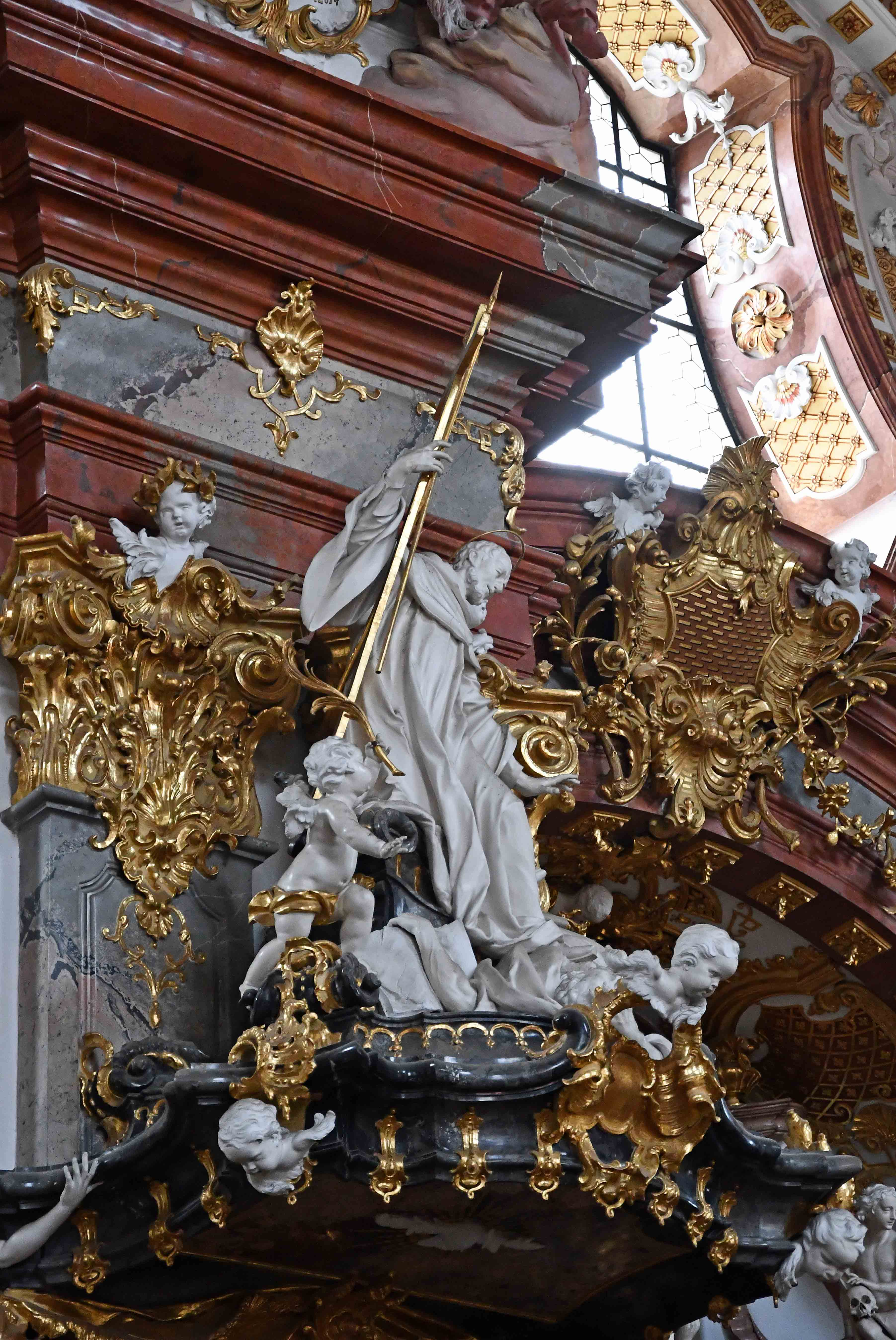
Statue des hl Bernhard auf dem Schalldeckel der Kanzel

Die Ausstattung des Innenraums der Stiftskirche, der als der bedeutendste kirchliche Raum des Rokoko in Österreich gilt, entstand vermutlich nach einem Gesamtplan von Johann Haslinger in Zusammenarbeit mit drei Mitgliedern der Familie Altomonte: der kaiserliche Theateringenieur Andreas entwarf wahrscheinlich die Ausstattung, sein Vater Martino schuf die Gemälde der Altäre und sein Bruder Bartolomeo Altomonte die Deckengemälde. Der Hauptaltar ist der Krönung Mariens geweiht.
Auf dem Deckenfresko des Langhauses, dem sogenannte Wilheringer Heiligenhimmel, sind hauptsächlich Heilige dargestellt, die in besonderer Beziehung zu Wilhering oder zu den Zisterziensern standen. Der Rahmen und die ornamentale und figürliche Dekoration sind aus – weißem, gefärbtem oder vergoldetem – Stuck gefertigt und stammen von Franz Josef Iganz Holzinger. Wohl unter dem Einfluss bayerischer Besetzung (der Elector Karl Albrecht war in Wilhering einquartiert) wechselte man in der folgenden Friedenszeit für die Stuck-Ausstattung des Chors und der Querschiffe zu den moderneren Künstlern Johann Michael Feichtmayr und Johann Georg Üblherr aus Bayern. Von letzterem stammen auch alle Statuen. Thema der Fresken und des Hauptaltarbildes ist die Verherrlichung Mariens in der Lauretanischen Litanei.
Auf dem Schalldeckel der Kanzel ist der Sieg des Heiligen Bernhard über die Albigenser dargestellt. Das Chorgestühl fertigten die Laienbrüder Johann Baptist Zell und Eugen Dunge. Links und rechts des westlichen Haupteingangs befinden sich die gotischen Hochgräber der Grafen von Schaunberg aus dem 14. und 15. Jahrhundert. Das romanische Rundbogentor aus dem frühen 13. Jahrhundert stammt noch vom Vorgängerbau.
Nördlich an die Kirche grenzt die Grundemann-Kapelle, die ehemalige Studentenkapelle des Stiftsgymnasiums, für deren Decke Bartolomeo Altomonte das Fresko Abschied des Christkinds vom Himmel malte.

### Orgeln
Die große Orgel auf der Empore oberhalb des Eingangs schuf Johann Ignaz Egedacher im Jahre 1741. 1884 baute Leopold Breinbauer aus Ottensheim sie neu. Das historische Gehäuse wurde belassen, und es wurden auch einige der historischen Pfeifen weiterverwendet. 1981 wurde das Instrument von der Oberösterreichischen Orgelbauanstalt verändert und mit einem dritten Manualwerk ausgestattet (= Rückpositiv). Das Instrument hat seither 39 Register und zwei „Cymbelsterne“ auf drei Manualen und Pedal.
Außerdem gehört die berühmte Chororgel von Nikolaus Rummel gegenüber der Kanzel zur musikalischen Einrichtung der Kirche. Anton Bruckner zählte sie zu seinen Lieblingsinstrumenten; der Komponist musizierte öfter in Wilhering. 1868 widmete er dem Konvent zum Schutzengelfest den Hymnus Iam lucis orto sidere. Das Instrument wurde 2016 von Mitarbeitern der Schweizer Werkstätte Orgelbau Kuhn restauriert, die 2018 auch die Hauptorgel mit weitgehender Rückführung des Haupt- und Unterwerkes auf den Zustand von 1884 restaurierte.
Im Stiftsgymnasium befindet sich zudem eine zweimanualige Orgel von Gregor Hradetzky.
Die Disposition der Hauptorgel in der Kirche lautet wie folgt:
| I Hauptwerk C–f3 |       |
| Bourdun          | 16′   |
| Principal        | 8′    |
| Flauto dolce     | 8′    |
| Gedact           | 8′    |
| Quintatön        | 8′    |
| Gamba            | 8′    |
| Gemshorn         | 8′    |
| Octave           | 4′    |
| Flöte            | 4′    |
| Violine          | 4′    |
| Cornett IV       | 2 ⁄3′ |
| Rauschquinte II  | 2 ⁄3′ |
| Mixtur V         | 2′    |
| Trompete         | 8′    |
| Cymbelstern      |       |

| II Unterwerk C–f3 |       |
| Geigenprincipal   | 8′    |
| Philomele         | 8′    |
| Liebl. Gedact     | 8′    |
| Salicional        | 8′    |
| Dolcissimo        | 8′    |
| Principal         | 4′    |
| Zartflöte         | 4′    |
| Waldflöte         | 2′    |
| Mixtur IV         | 2 ⁄3′ |

| III Brüstungswerk C–f3 |       |
| Gedackt                | 8′    |
| Quintade               | 8′    |
| Principal              | 4′    |
| Rohrflöte              | 4′    |
| Sesquialter II         | 2 ⁄3′ |
| Octave                 | 2′    |
| Spitzflöte             | 1′    |
| Oboe                   | 8′    |
| Tremulant              |       |
| Cymbelstern            |       |

| Pedalwerk C–d1 |        |
| Principalbass  | 16′    |
| Subbass        | 16′    |
| Violon         | 16′    |
| Principalbass  | 8′     |
| Cello          | 8′     |
| Quintbass      | 5 1⁄3′ |
| Octavbass      | 4′     |
| Bombard        | 16′    |

Koppeln: II/I, III/I, I/P, II/P, III/P
Kollektivdrücker: Piano, Mezzoforte, Forte, Fortissimo, Pleno Organo

## Stiftspark

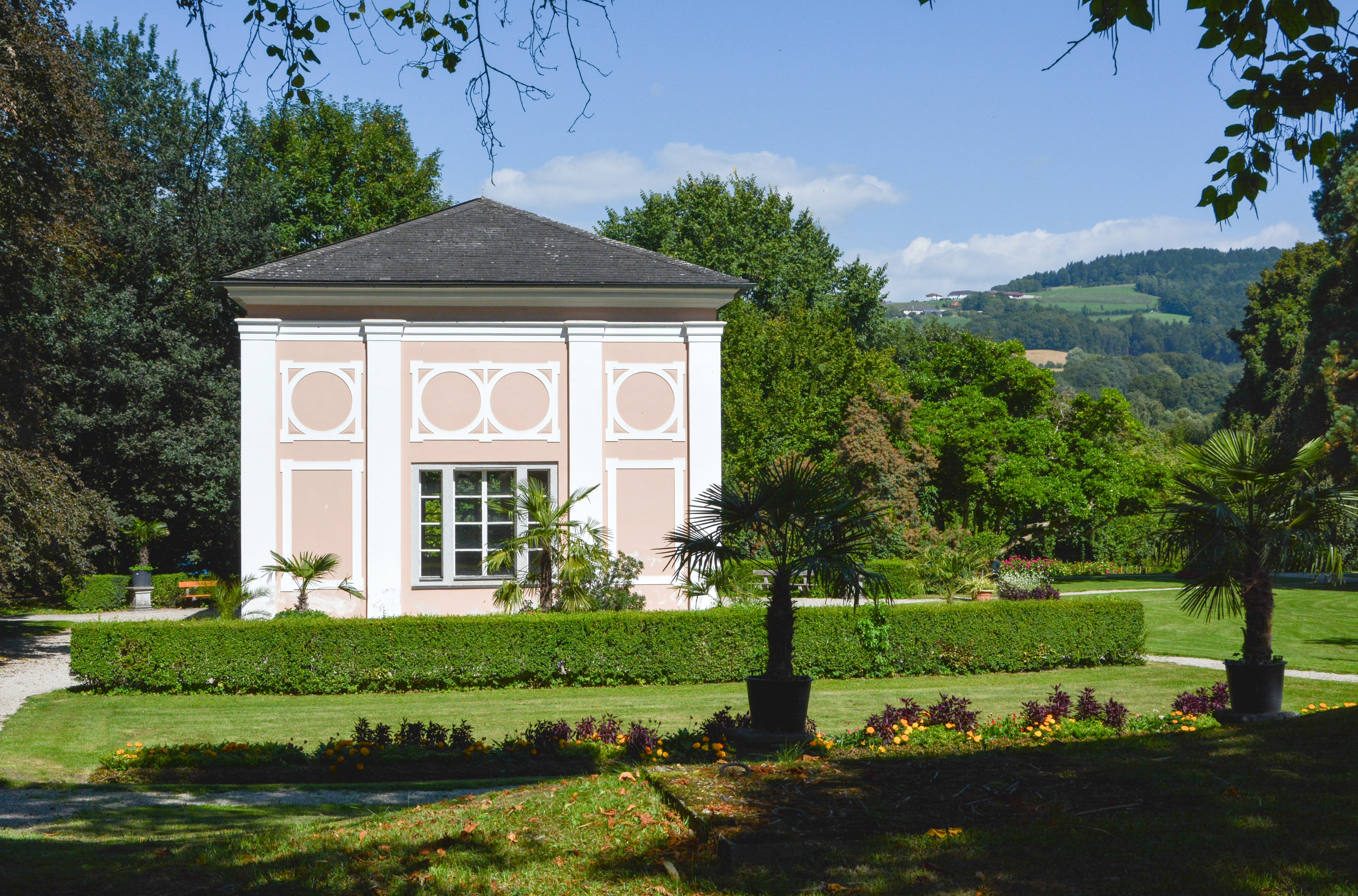
Stiftspark mit barockem Pavillon

Der Wilheringer Stiftspark, der ursprünglich ein Barockgarten war, wurde im 19. Jahrhundert zu einem Landschaftsgarten umgestaltet. Er wurde in seiner heutigen Form um 1840 angelegt. Einige Bäume stehen unter Naturschutz, darunter eine Eibe, die sowohl der Überlieferung als auch dem Urteil von Experten zufolge so alt wie das Stift sein soll – also über 850 Jahre. Die für die Epochen typischen Architekturen sind ein Pavillon im Zentrum des Parks und das Palmenhaus aus dem Biedermeier. Der Pavillon, der auf verschiedenen alten Gemälden und Stichen zu sehen ist, unterlief im Lauf der Zeit einiger Änderungen. Auf einer Ansicht aus dem Jahr 1735 ist er auf vierpassigem Grundriss mit fünf Kuppeldächern dargestellt. So wird er nie ausgesehen haben, die Darstellung könnte auf einen früheren, nicht ausgeführten Entwurf anspielen. Auf einem Bild von um 1790 entspricht die Architektur der bekannten/heute noch existierenden, es sind aber im oberen Bereich drei kleine Fenster zu sehen. Auf einem anderen Gemälde (1830) sieht man den Pavillon – oben fensterlos – mit hohem Pyramidendach (Wilhering, Stiftsarchiv, 1.A16, Chronik Schober, 16). Das war die originale Dachform. Da der Innenraum ursprünglich als Grotte gestaltet war, hatte das Gebäude damals sicher weniger (Fenster)Öffnungen. Abt Schober ließ 1833 das Lusthaus renovieren und ihm ein  klassizistisches Aussehen geben: die Dachhöhe wurde reduziert, die Fenster sowie die Fensterfront dem Geschmack der Zeit angepasst und auch das Innere wurde überarbeitet. Damals wird der Pavillon das grottenhafte Gepräge verloren haben.

## Kunstsammlung
Im Prälaturflügel (1733 erbaut) befindet sich im 2. Stock eine kleine, aber bemerkenswerte Gemäldegalerie mit vorzüglichen Ölskizzen und Entwürfen österreichischer Barockmaler. Ausgestellt sind Werke von Bartolomeo Altomonte, Franz Anton Maulbertsch und Martin Johann Schmidt. Im ehemaligen Meierhof befindet sich neben einer Ausstellung zur Geschichte des Stifts die umfangreichste Sammlung an Werken des österreichischen Malers Fritz Fröhlich.

## Stiftsbibliothek und Musikarchiv
Die Stiftsbibliothek birgt einen historischen Buchbestand (Mittelalter bis 1900) von rund 40.000 Bänden. 20.000 Bände stammen aus dem 20. Jahrhundert. Außerdem zählen 150 mittelalterliche Handschriften und 220 Inkunabeln zum Bestand. Weiters beherbergt das Stift ein umfangreiches Musikarchiv mit über 3500 Musikhandschriften und Musikdrucken vom Ende des 17. Jahrhunderts bis zum 20. Jahrhundert. Es umfasst historische Theoretica wie Kompositionsschulen und Instrumentallehren, Periodica wie Musica divina und Musica sacra sowie Liturgica. Einige dem Stift nahestehende Musiker hinterließen dem Musikarchiv ihre Sammlungen, darunter auch eine der  größten Spezialsammlungen von Orgelmusikstücken aus ganz Europa.

## Stiftspfarrkirchen
Das Stift hat 14 inkorporierte Pfarrkirchen.
Davon in 10 in der Diözese Linz:
- Pfarrkirche Bad Leonfelden
- Pfarrkirche Eidenberg
- Pfarrkirche Gramastetten (1400)
- Pfarrkirche Oberneukirchen
- Pfarrkirche Ottensheim
- Pfarrkirche Puchenau
- Pfarrkirche Traberg
- Pfarrkirche Vorderweißenbach
- Pfarrkirche Wilhering
- Pfarrkirche Zwettl an der Rodl (1624)

sowie 4 in der Diözese St. Pölten:
- Pfarrkirche Großheinrichschlag
- Pfarrkirche Obermixnitz (1786)
- Pfarrkirche Theras (1291)
- Pfarrkirche Weinzierl am Walde

## Personen

### Äbte von Wilhering
Seit 2013 ist Reinhold Dessl (* 6. August 1962 in Linz) der 74. Abt des Stiftes Wilhering. Zuvor leitete er das Stift ein Jahr lang als Administrator. Der promovierte Theologe und Pfarrer von Gramastetten sowie Expositus von Eidenberg, Neußerling und Untergeng ist seit 1980 Mitglied des Konvents zu Wilhering.

### Sonstige Mitglieder des Konvents
- Eduard Haiberger (1887–1945)
- Amadeus Reisinger (1892–1953)
- Stefan Plohberger (1898–1977)
- Konrad Just (1902–1964)
- Theoderich Hofstätter (1906–1981)
- Sylvester Birngruber (1914–2006)
- Emmerich Doninger (1914–1964), Maler und Mundartautor
- Gerhard Bernhard Winkler (1931–2021), Kirchenhistoriker
- Balduin Sulzer (1932–2019), Pädagoge und Komponist
- Rainer Schraml (1940–2017), Historiker und Epigraphiker

### Personen mit Beziehung zum Stift
- Johann Nepomuk Hauser (1866–1927), Priester und Politiker, bestattet in der Äbtegruft von Wilhering
- Fritz Fröhlich (1910–2001), Maler und Lyriker